# 多肋亮花鱂
多肋亮花鱂（學名：Phallotorynus psittakos），為輻鰭魚綱鯉齒目鯉齒亞目花鳉科的其中一種，分布於南美洲巴拉圭河流域，體長可達1.8公分，屬雜食性，生活習性不明。

## 擴展閱讀
維基物種上的相關：多肋亮花鱂